# بعدازظهر من با مارگاریت
بعدازظهر من با مارگاریت (به فرانسوی: La Tête en friche) 2010, فیلمی به کارگردانی ژان بکر بر اساس کتابی به همین نام نوشته ماری-سابین راجر است. داستان فیلم در مورد رابطه یک مرد خودباخته و بی سواد با یک زن پیر و باسواد و تنها است.

## داستان فیلم
ژرمن مردی ۴۵ ساله و بی سواد و خدمتکار است که شانس زیادی در زندگی خود تا کنون نداشته‌است. او در مدرسه توسط معلم‌ها و دانش آموزان دیگر مورد آزار واقع می‌شد چون یادگیری کندی داشت.

## بازیگران
- ژرار دوپاردیو به عنوان ژرمن Chazes
- ژیزل کزدزو به عنوان Margueritte
- کلر موریه به عنوان ژاکلین
- Maurane به عنوان فرانسین
- فرانسوا-زاویه دومزون به عنوان Gardini
- Anne Le Guernec به عنوان ژاکلین
- Amandine Chauveau به عنوان ژاکلین
- سوفی گیلمان به عنوان آنت
- فلوریان Yven به عنوان ژرمن
- پاتریک Bouchitey به عنوان Landremont
- Régis Laspalès به عنوان M. Bayle
- ژان-فرانسوا استونن به عنوان جوزف
- Lyes سالم به عنوان Youssef
- Matthieu Dahan به عنوان Julien
- برونو ریچی به عنوان مارکو
- ملانی برنیه به عنوان Stéphanie